# إيمريك ثوكولي
إيمريك ثوكولي (25 سبتمبر 1657 - 13 سبتمبر 1705) كان نبيل مجري وزعيم الانتفاضات المناهضة لهابسبورغ مثل والده، تحالف مع العثمانيين وساعدهم خلال معركة فيينا في 1683م وقاد سلاح الفرسان العثماني في معركة زانطة.